# Sadije Toptani
Sadije Toptani (Tirana, 28 agosto 1876 – Durazzo, 25 novembre 1934) è stata una nobile albanese, madre di re Zog I di Albania e Regina Madre degli albanesi.

## Biografia
Sadije Hanem nacque il 28 agosto 1876 a Tirana. Era un membro della nobile famiglia Toptani da entrambi i lati, come figlia di Salah Bey Toptani (1843-1919) e Annije Hanem Toptani (1855-1899).  
Inoltre era una discendente della principessa Mamica [Monica] di Kruja (sorella di Scanderbeg).
Sposò Xhemal Zogu intorno alla fine degli anni '80 del 1800, dopo la morte della sua prima moglie nel 1884. Ebbero due figli, fra cui re Zog I d'Albania, e sei figlie.  
Suo figlio salì a trono il 1º settembre 1928, e le concesse il titolo di Nëna Mbretëreshë e Shqiptarëve (Regina Madre degli albanesi), che Sadije portò fino alla morte. Come Regina Madre, fu la patrona dell'organizzazione Gruaja Shqiptare, presieduta da sua figlia Senije, che promuoveva la politica statale in materia di diritti delle donne. Era anche la direttrice delle cucine reali, incarico che chiese per sé allo scopo di poter controllare che suo figlio non venisse avvelenato.  
Sadije morì il 25 novembre 1934 a Durazzo, e venne sepolta nel Mausoleo reale a Tirana, distrutto dai comunisti il 17 novembre 1944 e ricostruito nel 2012.

## Discendenza
Da suo marito Xhemal Zogu, ebbe due figli e sei figlie:
- Principessa Adile Zogu di Albania (1890 - 1966). Sposata una volta, ebbe tre figli e due figlie.
- Re Zog I di Albania (1895 - 1961). Ebbe un figlio, mai salito al trono per l'abolizione della monarchia albanese.
- Principessa Nafije Zogu di Albania (1896 - 1955). Sposata una volta, ebbe un figlio.
- Figlio morto infante.
- Principessa Senije Zogu di Albania (1903 - 1969). Sposò Şehzade Mehmed Abid, diventando una principessa del decaduto Impero ottomano. Non ebbe figli.
- Principessa Myzejen Zogu di Albania (1905 - 1969). Nubile e senza figli.
- Principessa Ruhije Zogu di Albania (1906 - 1948). Nubile e senza figli.
- Principessa Maxhide Zogu di Albania (1907 - 1969). Nubile e senza figli.